# Scinax jolyi

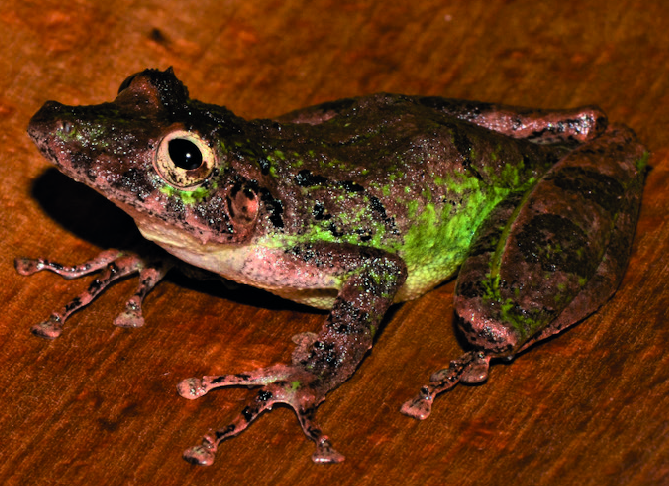
Scinax jolyi. Anuro registrado en el estado de Amapá

Scinax jolyi es una especie de anfibios de la familia Hylidae. Es endémica de Guayana Francesa.
Sus hábitats naturales incluyen bosques tropicales o subtropicales secos y a baja altitud y pantanos.